# Trygve Emanuel Gulbranssen

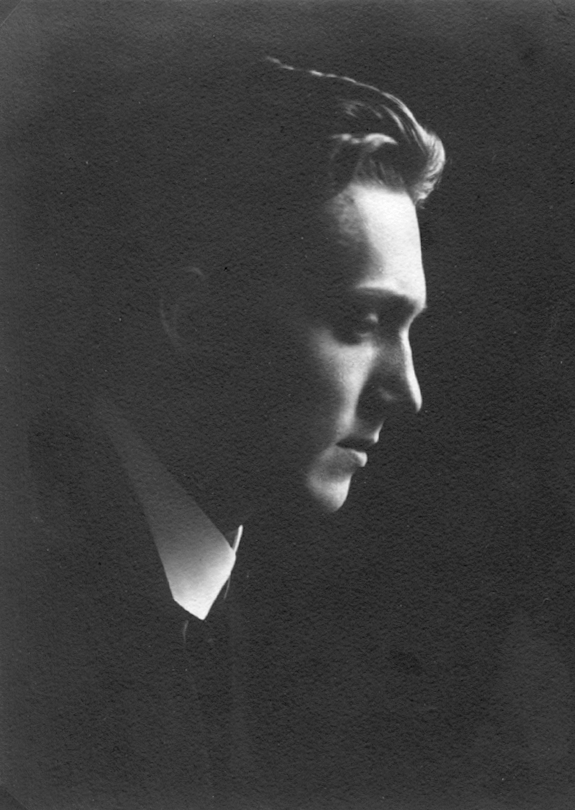
Trygve Gulbranssen, 1915

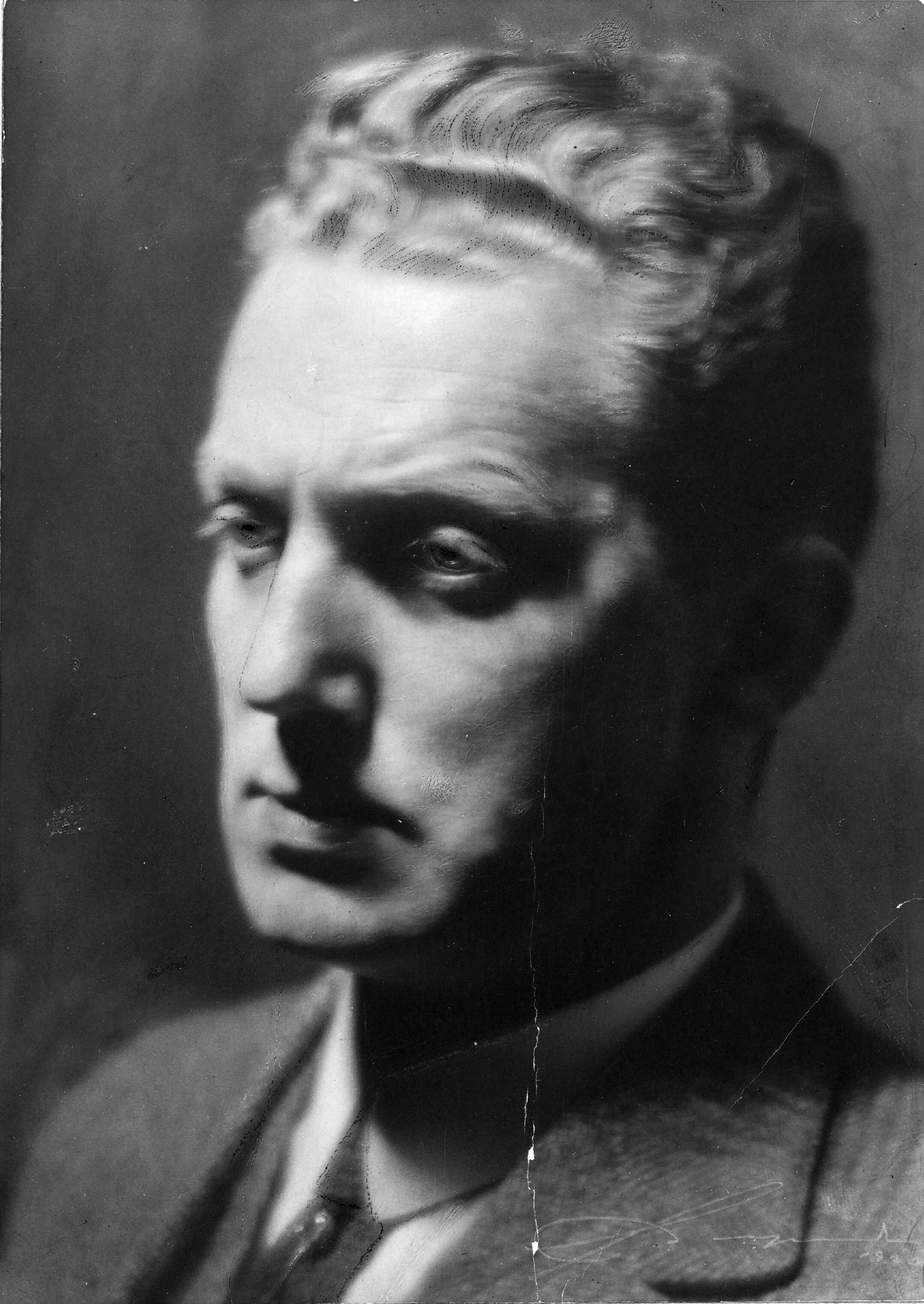
Trygve Gulbranssen, 1920

Trygve Emanuel Gulbranssen (* 15. Juni 1894 in Kristiania; † 10. Oktober 1962 in Eidsberg) war ein norwegischer Schriftsteller, der sein Werk im Riksmål-Dialekt verfasst hat.

## Leben
Trygve Gulbranssen wurde auf dem Hof Molstadgården im Enebakkveien 39 in Vålerenga, einem Stadtteil des damaligen Kristiania, heute Oslo, geboren. Seine Eltern waren Christen Gulbrandsen (1863–1943) und Alette Gulbrandsen, geborene Dahl (1863–1941). Er hatte zwei ältere Brüder, Birger und Alfred, sowie drei jüngere Schwestern, Camilla, Ragnhild Margrethe und Tora Elvira.
Sein Vater Christen, ein gelernter Tischler und Zimmermann, verdiente mit dem Wohnungsbau im aufstrebenden Kristiania sein Geld, jedoch geriet sein kleines Unternehmen um die Jahrhundertwende in wirtschaftliche Schwierigkeiten, so dass Trygve seine Kindheit in eher bescheidenen Verhältnissen verbrachte. Schon früh musste der Junge als Laufbursche für die Händler der Nachbarschaft arbeiten, um das Familieneinkommen aufzubessern. Nach Abschluss der Schule begann er mit 14 Jahren auf dem Büro der Actieselskapet Excelsior Leimfabrik, wo er fünf Jahre blieb. Danach bestritt er mit unterschiedlichen Berufen seinen Lebensunterhalt. So war er ab 1918 als Sportjournalist tätig, bevor er sich zwei Jahre später als Unternehmer selbständig machte.
Am 30. November 1928 heiratete Trygve Gulbranssen in der Dreieinigkeitskirche (Trefoldighetskirken) zu Oslo Lilly Ragna Haneborg. Seine Frau stammte aus der ländlich geprägten Gemeinde Øymark im Fylke Østfold. Das junge Paar bezog zunächst eine bescheidene Zweiraumwohnung im Osloer Stadtteil Ullevål, nach der Geburt des ersten Kindes, der Tochter Ragna, 1930, zogen sie in eine deutlich größere Wohnung im Tyrihansveien 22 im Stadtteil Vestre Aker. Im Jahr 1933 wurde ihr zweites Kind, der Sohn Per, geboren. In dieser Zeit, Trygve arbeitete als Journalist, begann er in den Abendstunden mit seinen ersten schriftstellerischen Arbeiten.
Nach dem wirtschaftlichen Erfolg seiner Bücher konnte es sich die Familie im Sommer des Jahres 1935 leisten, in eine geräumige Stadtvilla im Eventyrveien 40 im Stadtteil Blindern zu ziehen.
Mit dem Kriegsbeginn in Norwegen gab er seine Tätigkeit als Großhändler in Oslo auf, um sich auf sein Gut bei Eidsberg zurückzuziehen und dort ausschließlich als freier Schriftsteller zu arbeiten.
International erlangte er in der Folgezeit vor allem große Bekanntheit für seine Björndal-Trilogie, die in über 30 Sprachen übersetzt wurde und damit einen der größten Publikumserfolge der norwegischen Romanliteratur darstellt.

## Die Björndal-Trilogie
- Og bakom synger skogene, 1933 (wörtlich: „Und im Hintergrund singen die Wälder“) 
 (Deutsch: Und ewig singen die Wälder, 1935; eingeschränkte Vorschau in der Google-Buchsuche)
- Det blåser fra Dauingfjell, 1934 (wörtlich: „Es bläst der Wind vom Totenberg her“) 
 (Deutsch: Das Erbe von Björndal, 1936; eingeschränkte Vorschau in der Google-Buchsuche)
- Ingen vei går utenom, 1935 (wörtlich: „Es gibt keinen anderen Weg“) 
 (Deutsch: Heimkehr nach Björndal, 1936; eingeschränkte Vorschau in der Google-Buchsuche)

Die als Zweiteiler erschienene deutschsprachige Ausgabe der Björndal-Trilogie (Und ewig singen die Wälder, Das Erbe von Björndal) erschien 1935 und 1936 im Georg Müller Verlag, München. Sie gehörte damals lange Zeit zu den bestverkauften Büchern auf dem deutschen Markt.
In der Nachkriegszeit wurden die Romane von der Wiener „Mundus Film“ mit Gert Fröbe, Maj-Britt Nilsson und Joachim Hansen in den Hauptrollen verfilmt. Der erste Film Und ewig singen die Wälder (1959) wurde 1961 mit dem Bambi als geschäftlich erfolgreichster Film des Jahres 1960 ausgezeichnet. Die filmische Fortsetzung unter dem Titel Das Erbe von Björndal entstand 1960.

## Weitere Publikationen
- Prestebud av Bjørndals saga (1921)
- Da Gammel-Dag var blitt veik (1933)
- Den sorte port (1936)